# Ostřetín
Ostřetín (en allemand : Ostretin) est une commune rurale du district et de la région de Pardubice, en République tchèque. Sa population s'élevait à 911 habitants en 2024.

## Géographie
Ostřetín se trouve à 4 km au sud-est du centre de Holice, à 18 km à l'est de Pardubice, à 24 km au sud-est de Hradec Králové et à 114 km à l'est de Prague.
La commune est limitée par Veliny au nord, par Horní Jelení et Jaroslav à l'est, par Trusnov au sud, par Dolní Roveň au sud-ouest et par Holice au nord-ouest.

## Histoire
La première mention écrite du village date de 1336. 
Une bataille de la Guerre de Sept Ans entre la Prusse et l'Autriche s'est déroulée aux alentours du village les 12 et 13 juillet 1758 avec une victoire de la Prusse .

## Transports
Par la route, Ostřetín se trouve à 4 km de Holice, à 22 km de Pardubice et à 133 km de Prague. 